# صابون‌ماهی برفکی
صابون‌ماهی برفکی (نام علمی: Pogonoperca punctata) نام یک گونه از سرده لوتی‌های ریشدار است.